# Partido Nacional Britânico

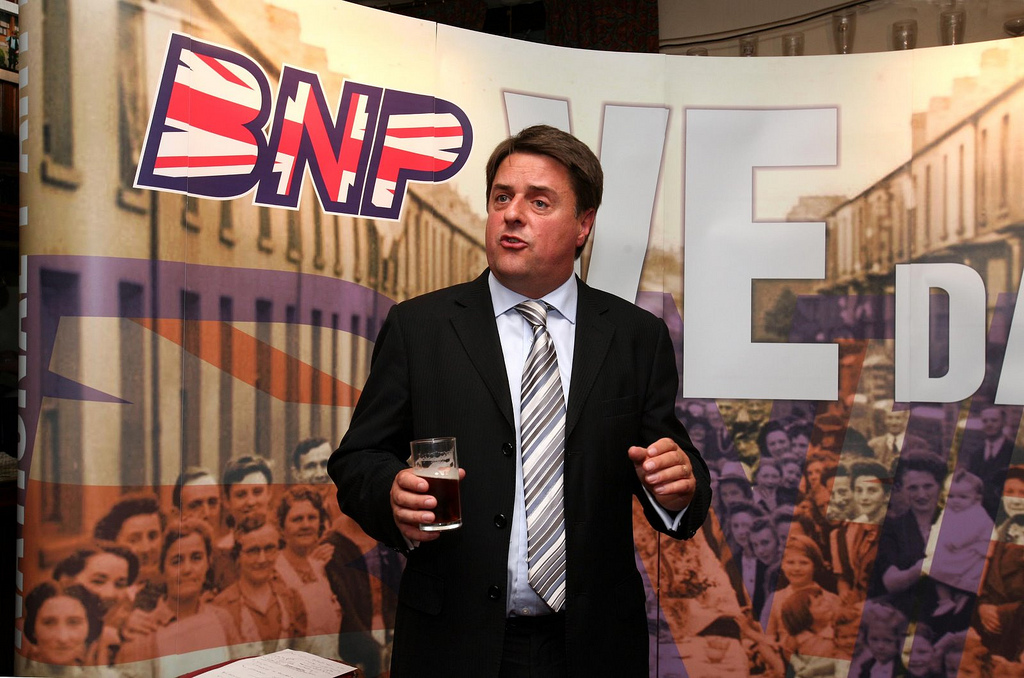
O eurodeputado Nick Griffin fala numa conferência de imprensa do Partido Nacional Britânico em Manchester.

O Partido Nacional Britânico ou BNP (em inglês: British National Party) é um partido político britânico fascista de extrema-direita formado a partir da ruptura do grupo de John Tyndall com a Frente Nacional Britânica em 1982. Até 2009, quando foi vencido nos tribunais por discriminação racial, o partido restringia a filiação às pessoas de "origem caucasiana".
O BNP busca restaurar a etnicidade branca do povo britânico através de medidas legais, como "incentivos aos imigrantes e seus descendentes para voltarem para casa" e o veto a leis anti-discriminação. Para o partido, há diferenças significativas entre as raças. O BNP foi descrito em outubro de 1990 pelo Parlamento Europeu como uma agremiação neonazista. O BNP foi um dos poucos partidos políticos europeus a apoiar abertamente o regime de apartheid na África do Sul e a candidatura de Jean-Marie Le Pen na França.
Nas eleições gerais britânicas de 2005, o partido recebeu 0,7% dos votos, mas não conseguiu eleger nenhum membro do parlamento. Nas eleições locais de 2006, dobrou o número de representantes em câmaras locais na Inglaterra. Na eleição para prefeitura de Londres em 2008, o BNP conseguiu 5,2% dos votos e conquistou uma das 25 cadeiras da Assembleia de Londres. Em 2009, conquistou dois assentos no Parlamento Europeu.